# Niranjana
Pour les articles homonymes, voir Niranjana (homonymie).
Kulakunda Shivaray (15 juin 1924—Bangalore, 13 mars 1992), plus connu sous le nom de plume Niranjana (en kannada : ನಿರಂಜನ), est un important dramaturge et romancier en langue kannada, ainsi qu'un combattant pour l'indépendance  de l'Inde,.
Son épouse Anupama Niranjana (1934–1991) a également écrit en kannada.

## Carrière
Niranjana a écrit plus de soixante ouvrages. Son premier roman publié a été Vimochane (Attends la Lune) en 1953. Ses œuvres importantes comptent également Chirasmarane et Mrtyunjaya. Il a publié des traductions en kannada de nouvelles du monde entier sous le titre Vishwa Katha Kosha, ainsi que de nombreux autres traductions.

## Récompenses
Niranjana a reçu les prix suivants :
- Karnataka Sahitya Academy Award (en)
- Nehru Soviet Land Award

## Source de la traduction
- (en) Cet article est partiellement ou en totalité issu de l’article de Wikipédia en anglais intitulé « Niranjana (writer) » (voir la liste des auteurs).